# Colleen O'Connor
Colleen O'Connor (Chicago, 17 dicembre 1951) è un'ex danzatrice su ghiaccio statunitense.
Con James Millns ha ottenuto la medaglia di bronzo olimpica nel 1976.

## Palmarès
| Evento                                 | 1971-72 | 1972-73 | 1973-74 | 1974-75 | 1975-76 |
| -------------------------------------- | ------- | ------- | ------- | ------- | ------- |
| Giochi olimpici invernali              |         |         |         |         | 3°      |
| Campionati mondiali                    |         |         | 7°      | 2°      | 3°      |
| Campionati degli Stati Uniti d'America | 7°      | 4°      | 1°      | 1°      | 1°      |
| Skate Canada                           |         |         |         | 2°      |         |